# Simplocaria atayal
Simplocaria atayal là một loài bọ cánh cứng trong họ Byrrhidae. Loài này được Puetz miêu tả khoa học năm 2003.